# 学級活動・ホームルーム活動
学級活動（がっきゅうかつどう、英: class activity）とホームルーム活動（ホームルームかつどう、英: homeroom activity）は、生徒が過ごす学級やホームルームにおける教育活動・学習活動の事である。しばしば、学級活動は学活（がっかつ）と、ホームルーム活動はHRと略される。
日本では、学級活動が、初等教育の課程（小学校、特別支援学校の小学部）と前期中等教育の課程（中学校、中等教育学校の前期課程、特別支援学校の中学部）で行われ、ホームルーム活動が、後期中等教育の課程（高等学校、中等教育学校の後期課程、特別支援学校の高等部）で行われている。

## 概要
日本の学校における学級活動・ホームルーム活動は、正規の教育課程の一部であり、全ての初等教育の課程と中等教育の課程で実施されている。学級活動・ホームルーム活動に関する教育課程の基準は、文部科学大臣（文部科学省）が公示する学習指導要領（文部科学省告示）に定められており、学習指導要領では、学級活動・ホームルーム活動を特別活動（課外活動に類似する正課活動）の1活動としている。
学級活動・ホームルームの具体例としては、学級・ホームルームや学校の生活の充実と向上に関する話し合いの活動（学級会活動）、学級内の仕事の分担処理・自主的な活動としての係活動、学級の全員が集まって催し物（イベント）を行う集会活動、児童・生徒に有益な情報を提供し学習・進路・勤労・人生などに対する思索を促すガイダンス（案内）活動などが主にある。ガイダンス（案内）活動については、生徒の自主性や主体性を伸ばす観点から、1990年代後半から特に注目されている。
学級活動は、1992年（平成4年）4月1日施行の学習指導要領によって、それまで初等教育（小学校など）と前期中等教育（中学校など）で設けられていた「学級会活動」と「学級指導」が統合して成立した。「学級会活動」は、児童・生徒の自発的な運営を中心とする活動であり、「学級指導」は、主に学級担任やホームルーム担任の教員の運営を中心とする活動である。2つとも学級に関する活動であったが、1980年代以前は、活動の主体ごとに区分がされていたのに対して、1990年代からは、活動の主体による区分がされなくなった。
ホームルーム活動は、初等教育（小学校など）と前期中等教育（中学校など）において、学級会活動と学級指導が統合した際に、それまでは「ホームルーム」と呼ばれていた活動を改称したものである。「ホームルーム」は、後期中等教育（高等学校など）において、ある程度の独自の発展もあったものの、内容は、学級指導とほぼ同様の事項を生徒が中心となって行っていくというものであった。
また、朝の授業開始前と夕方の授業終了後に連絡や生活指導を含めた学級活動・ホームルームを行う学校がほとんどである。これらは「短学活」「SHR（ショートホームルーム）」「朝学活」「終学活」などと称される（対する正規の時限は「長学活」「LHR（ロングホームルーム）」と呼ばれる）。小中学校では朝に行うものを「朝の会」、夕方に行うものを「帰りの会」や「終わりの会」と称する場合が多い。

## 学級活動・ホームルーム活動の基準
学級活動とホームルーム活動については、学習指導要領に次の通り定められている。学習指導要領が適用される学校種における教育は、国立学校・公立学校・私立学校の別を問わず、学習指導要領よる基準を満たすものとされている。

### 中等教育
中学校、高等学校、中等教育学校、特別支援学校の中学部・高等部の学級活動またはホームルーム活動においては、「学級」または「学校における生徒の基礎的な生活集団として編成したホームルーム」を単位として、学級・ホームルームや学校の生活への適応を図るとともに、その充実と向上、生徒が当面する諸課題への対応及び健全な生活態度の育成に資する活動を行うこととされている。（中学校学習指導要領第4章、高等学校学習指導要領第4章など）
1. 学級・ホームルームや学校の生活の充実と向上に関すること。
学級・ホームルームや学校における生活上の諸問題の解決、学級内・ホームルーム内の組織づくりや仕事の分担処理・自主的な活動、学校における多様な集団の生活の向上など。
2. 個人及び社会の一員としての在り方生き方、健康や安全に関すること。
  1. 青年期の不安・悩み・課題とその解決、自己及び他者の個性の理解と尊重、社会の一員であることについて及び社会生活における役割についての自覚と自己責任、男女相互の理解と協力、コミュニケーション能力の育成と望ましい人間関係の確立、ボランティア活動の意義の理解、国際理解と国際交流など。
  2. 心身の健康と健全な生活態度や習慣の形成・確立、性的な発達への適応、生命の尊重と安全な生活態度や習慣の形成・確立、学校給食と望ましい食習慣の形成など。
3. 学業生活の充実、将来の生き方と進路の適切な選択・決定に関すること。
学ぶことの意義の理解、自主的な学習態度の形成・確立と学校図書館の利用、教科・科目等の適切な選択、進路適性の吟味・理解と進路情報の活用、望ましい職業観・勤労観の形成・確立、主体的な進路の選択・決定と将来設計など。

### 活動の評価
初等教育（小学校など）と前期中等教育（中学校など）の学級活動については、指導要録に記載する評定の行い方が文部科学省の通知におおむね示されている。
学級活動の評定については、児童・生徒が「話合いや係の活動などを進んで行い、学級生活の向上やよりよい生活を目指し、諸問題の解決に努めるとともに、現在及び将来の生き方を幅広く考え、積極的に自己を生かしている」などの活動内容の趣旨に照らして十分満足できる状況にあると判断される場合には、○印を記入することとなっている。通知表にも同様の事項が記入されることが多い。
なお、後期中等教育（高等学校など）のホームルーム活動については、生徒会活動や学校行事とともに「特別活動の記録」として記入される。記入されるのは、諸活動の状況についての主な事実及び所見であり、所見については、生徒の長所を取り上げることが基本となるよう留意される。したがって、○印の記入のような活動内容の趣旨に照らした評定は、一般的に行われない。

## 学級活動の時間・ホームルーム活動の時間
学校教育法施行規則（昭和22年文部省令第11号）と学習指導要領（文部科学省告示）に基づいて、小学校、中学校、高等学校、中等教育学校などには、「学級活動の時間」または「ホームルームの時間」が設けられている。これらの時間は、各学年ごとに35単位時間（45分×35回分または50分×35回分）設けられるのが常例である。
一般的に週あたり1単位時間（45分または50分）割り当てられる他、学期変わりの時期や始業式後や終業式後の学級活動の時間も総時間数に繰り入れられることが多い（ただし、小学校第1学年について1年間に設けられる時間数は、34単位時間である。また、高等学校、中等教育学校の後期課程の「定時制の課程」と「通信制の課程」においては、標準時間数がやや異なっている）。
以上は「長学活」（ロングホームルーム、LHR）と呼ばれ、朝礼・終礼（別名・短学活、SHR）とは区別されている。

## 参考資料
- 文部省、『小学校学習指導要領解説 特別活動編』、株式会社東洋館出版社、1999年、ISBN 4-491-01552-X
- 文部省、『中学校学習指導要領解説 特別活動編』、株式会社ぎょうせい、1999年、ISBN 4-324-05970-5
- 文部省、『高等学校学習指導要領解説 特別活動編』、株式会社東山書房、1999年、ISBN 4-8278-1203-9